# Beat Graf

Beat Graf

Beat Graf (* 21. Februar 1933 in Appenzell; † 27. Oktober 2015 ebenda; heimatberechtigt ebenda) war ein  Schweizer Politiker (CVP).

## Leben
Am 21. Februar 1933 wurde Beat Graf als Sohn des Josef Anton Graf und der Marie Graf (geb. Sutter) geboren. 1954 machte er seine Matura. Danach absolvierte er eine Ausbildung als Kaufmann in der Versicherungsbranche und war anschliessend für eine Versicherungsgesellschaft tätig. 1960 heiratete er Claire Vils. Von 1969 bis 1988 war er Geschäftsführer der Gebäudeversicherung des Kantons Appenzell Innerrhoden. Von 1971 bis 1980 war er Bezirksrichter, ab 1976 Vizepräsident des Bezirksgerichts. Ab 1980 bis 1985 war er als Kantonsrichter im Kanton Appenzell Innerrhoden tätig.

## Politik
Beat Graf war Mitglied der Christlichdemokratischen Volkspartei (CVP).  An der Landsgemeinde im April 1985 wurde er in einer Ersatzwahl als stillstehender (= stellvertretender) Landammann in die Standeskommission des Kantons Appenzell Innerrhoden gewählt. In dieser Funktion stand er der Volkswirtschaftsdirektion vor.
Von 1985 bis zum 27. April 1986, vom 24. April 1988 bis 29. April 1990 und schliesslich vom 26. April 1992 bis 1993 war er stillstehender Landammann. Als regierender Landammann fungierte er in den Zeiträumen 27. April 1986 bis zum 24. April 1988 und vom 29. April 1990 bis zum 26. April 1992.
Regierender Landammann und stillstehender Landammann wechseln sich im Zweijahresturnus ab. 
Im Jahr 1990 kommentierte Beat Graf über den Entscheid des Bundesgerichts zum Frauenstimmrecht, der den Innerrhodener Frauen auf kantonaler Ebene das Stimmrecht verordnete, er sei erleichtert. Somit leitete er 1990 die letzte reine Männerlandsgemeinde. 1991 leitete er die erste Landsgemeinde, an der auch Frauen teilnahmen.